# GeoTrust
GeoTrust é um grande provedor de certificado digital.
GeoTrust foi reiniciado uma empresa em 2001, que adquiriu o negócio de segurança Equifax. A Equifax negócios era a base do seu rápido crescimento. Os fundadores da empresa foram reiniciados CEO Neal Creighton, CTO Chris Bailey e Engenheiro Principal Kefeng Chen. Tendo nenhuma experiência anterior fundos Creighton, Bailey e Chen usado um existente (quase falida) empresa como o veículo para adquirir o negócio que tinha começado a Equifax. A aquisição da empresa foi certificado Equifax barato tendo em conta o preço final sair em 2006.
VeriSign GeoTrust adquiriu em 5 de setembro de 2006 por US $ 125 milhões em dinheiro. Os principais investidores foram Prism Venture Partners, Castela e VesBridge Ventures.
O pré GeoTrust 2001 centrou-se sobre o mercado de câmbio B to B que nunca aconteceu. GeoTrust se tornou uma das poucas empresas capazes de inicialização Dotcom reiniciar em uma nova direção e para alcançar um resultado positivo. ACG / Mass High tech chamado VeriSign aquisição da GeoTrust como a vender parte do negócio do ano para 2006. Com GeoTrust da história, várias pessoas tiveram o título do co-fundador - o que é verdade. Existem fundadores do antigo GeoTrust, que começou em 1999 e teve que reiniciar em 2001 e reiniciou os fundadores da empresa em 2001, que vendeu a VeriSign em 2006 por US $ 125 milhões. Basicamente, estas podem ser vistas como duas sociedades distintas com o mesmo nome em negócios completamente diferentes.